# Réserve marine de Tavolara - Punta Coda Cavallo
La réserve marine de Tavolara - Capo Coda Cavallo est une zone protégée établie en 1997 par décret du ministère de l'Environnement. La direction est basée à Olbia, province de Sassari. L’organisme gestionnaire est le Consortium des municipalités d’Olbia, San Teodoro et Loiri Porto San Paolo. 
La zone s'étend de Capo Ceraso à Isola Ruia, au sud de Cap Coda Cavallo, en passant par les îles Molara et Molarotto. 

## Territoire

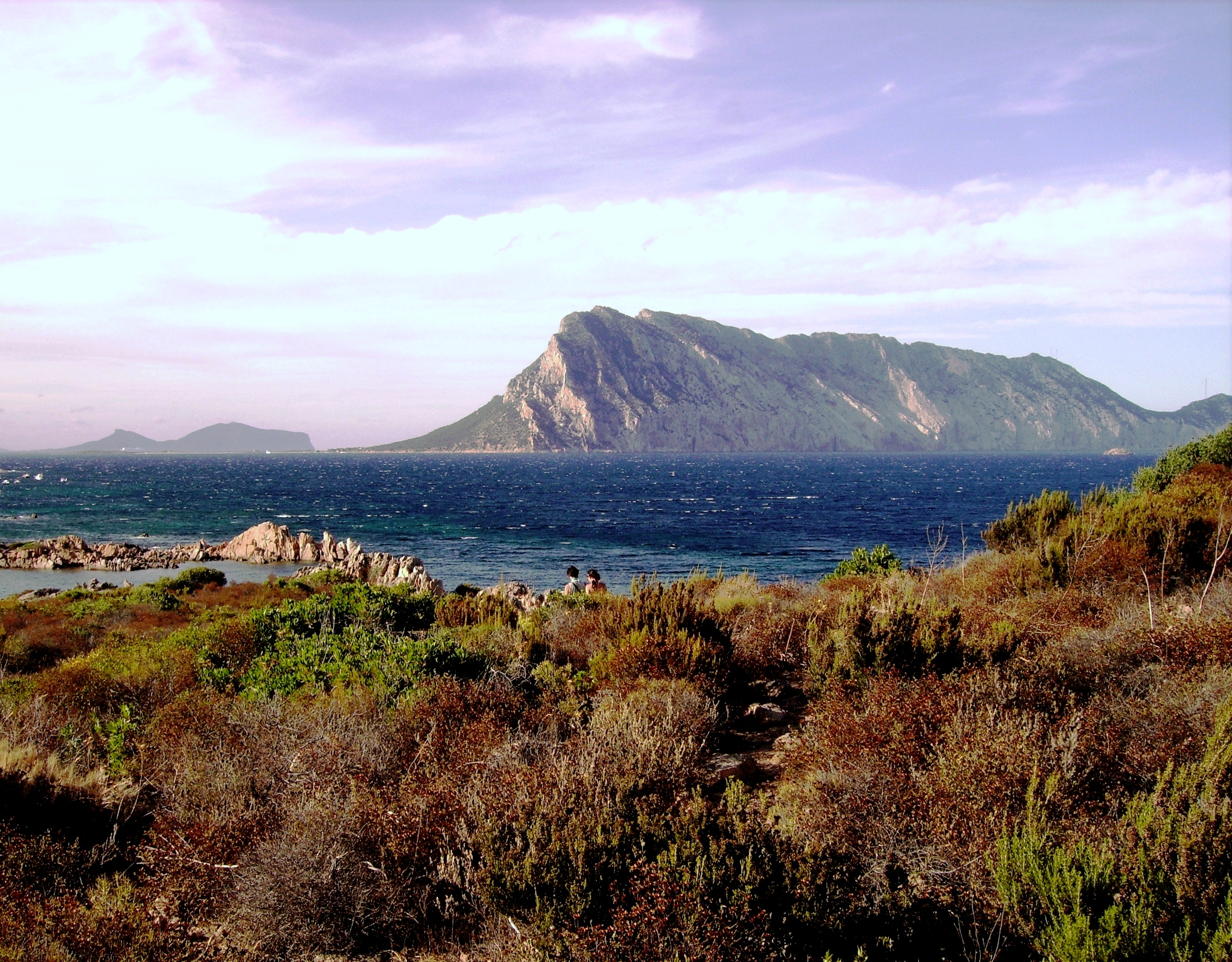
Tavolara.

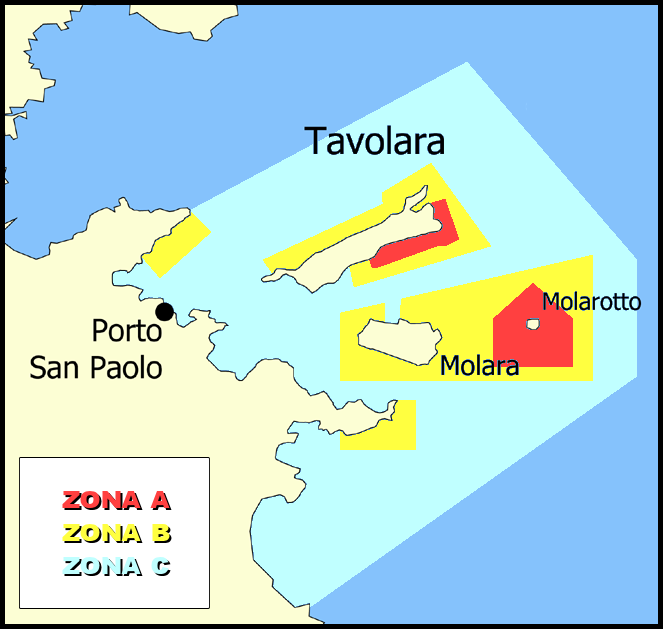

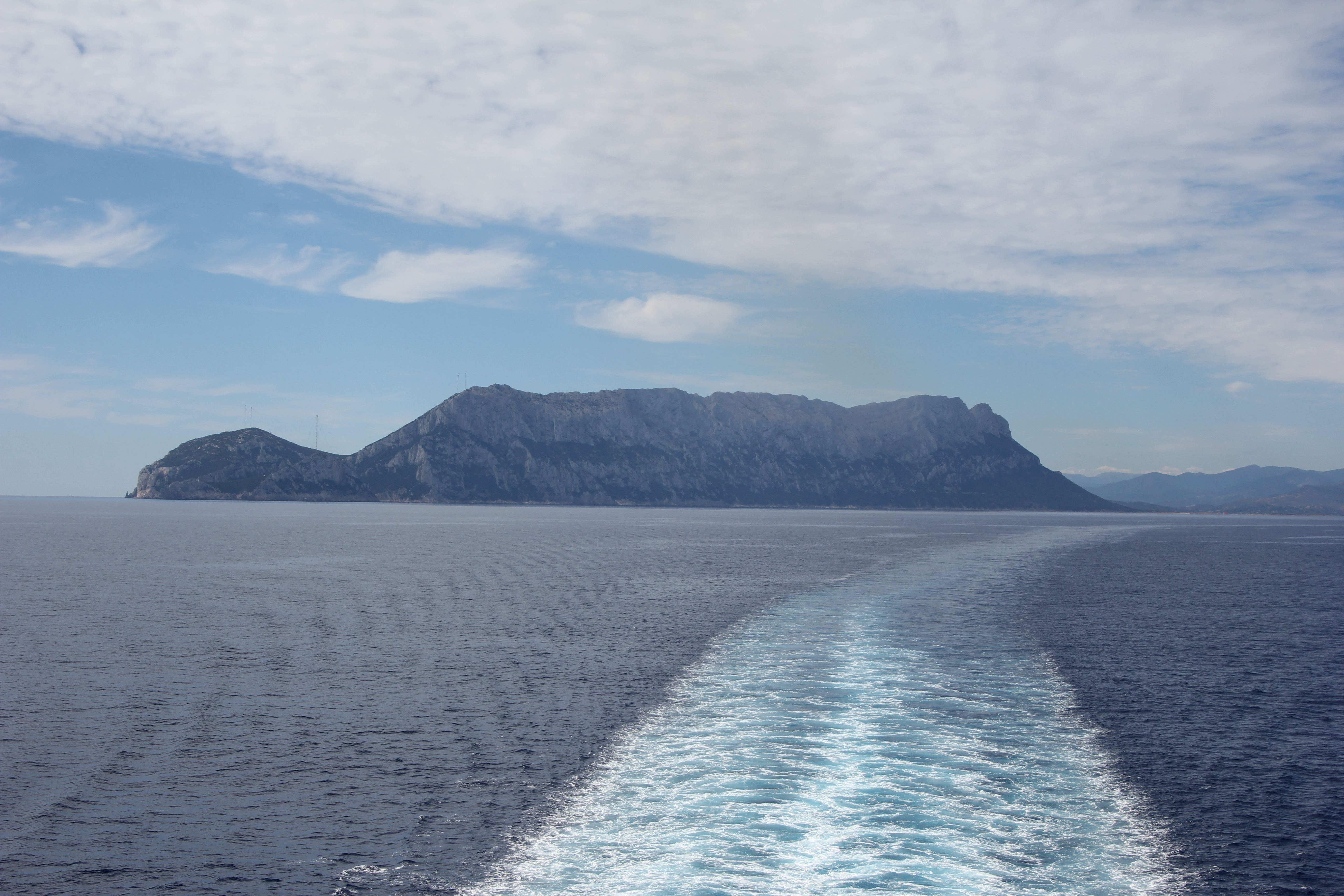
Tavolara - côté nord.

La zone, qui occupe 76,09 km de côte et 15 357 ha de mer, a été divisée en trois zones de sauvegarde, appelées A, B et C. Dans les trois zones, la navigation, la chasse ou la capture de la faune, la pêche sous-marine et la plongée sont interdites, sauf indication contraire. Dans tous les cas, les activités sous-marines nécessitant un contact avec le fond marin sont interdites, de même que l'ancrage des bateaux. 
L'étang de San Teodoro, site d'intérêt communautaire (code SCI IT010010) et la zone de protection spéciale "Isola di Tavolara, Molara et Molarotto" du réseau Natura 2000 se trouvent dans la zone naturelle. 

### Zone A
La zone A comprend, dans l'île de Tavolara, la zone située au sud de Cala di Levante, Punta del Papa et Punta del Passo Malo, et, dans l'île Molarotto, la zone marine environnante. 
Dans la zone A, l’environnement est entièrement préservé et seules les activités de sauvetage et de recherche scientifique autorisées par le responsable sont autorisées. La baignade est interdite. La plongée sous-marine n’est autorisée que si elle est accompagnée et sur des itinéraires guidés et en tenant compte de la nécessité de préserver l’environnement. 

### Zone B
La zone B comprend le tronçon de mer compris entre Cap Ceraso et la crique Sa Enas Appara, le tronçon de mer situé entre Coda dell Furru et Punta di Tamerigio aux abords de l’île de Tavolara, et le tronçon de mer situé autour à l'île de Molara. 
Cette zone est caractérisée par des contraintes plus larges : la pêche professionnelle est autorisée (réglementée) uniquement pour les pêcheurs professionnels résidant dans les municipalités d'Olbia, de Loiri Porto San Paolo et de San Teodoro ; la pêche sportive et de loisir n'est pas autorisée ; la plongée sous-marine est autorisée pour les centres de plongée et les particuliers, alors que la plongée libre et la nage libre sont autorisées. 

### Zone C
La zone C s'étend sur la zone maritime restante. 
Les autres activités sont autorisées et la plongée et la baignade sont gratuites, sauf restrictions particulières en matière de protection de l'environnement. La pêche sportive est autorisée (quelle que soit sa réglementation) pour les résidents et les non-résidents. 

## Zone sous-marine

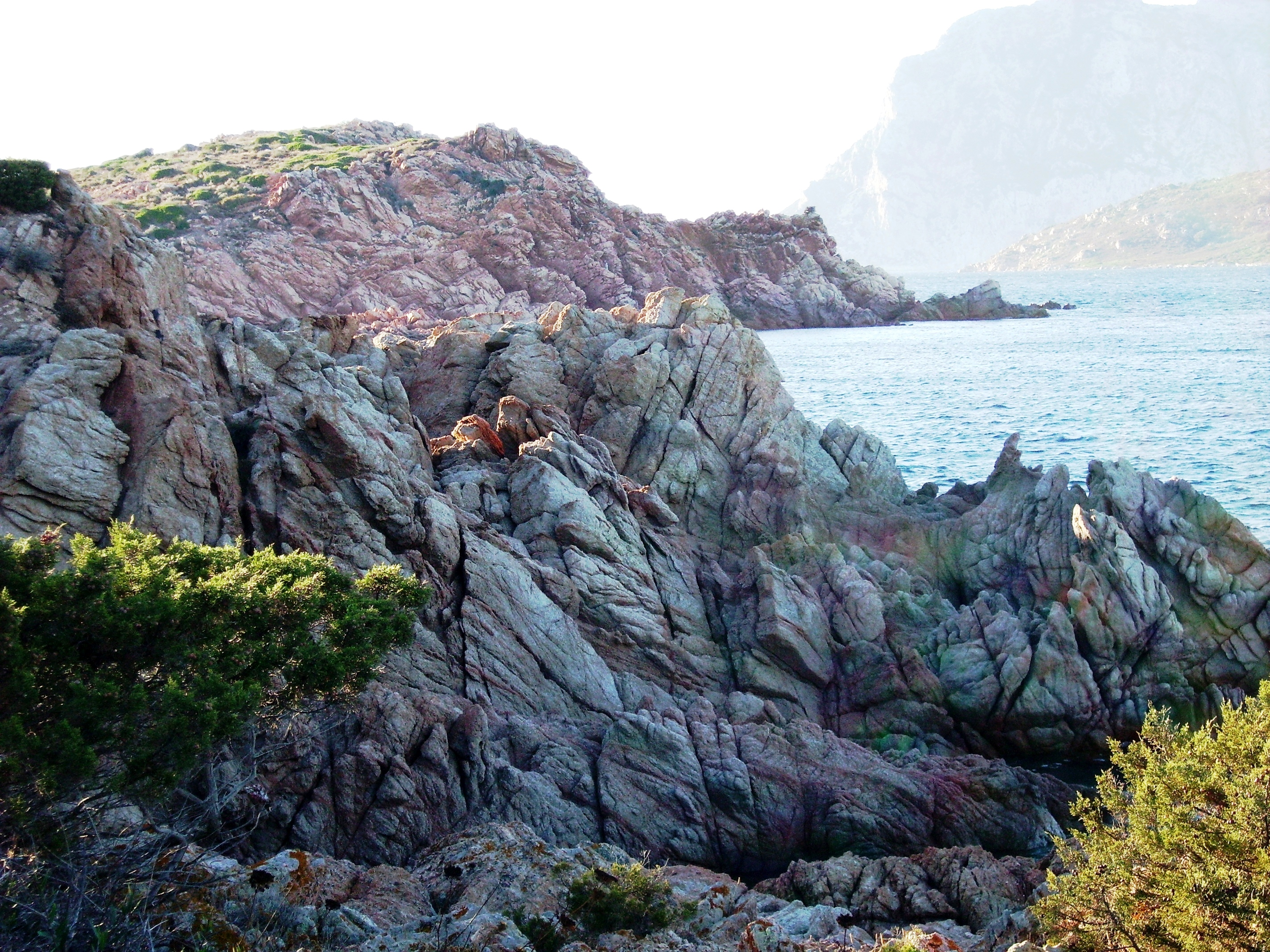
Cap Coda Cavallo.

La réserve est d'un grand intérêt pour la plongée sous-marine, avec plusieurs sites de plongée d'intérêt naturaliste. Dans la zone A, sauf autorisation spéciale, la plongée est interdite. Dans la zone B, la plongée est autorisée pour les centres de plongée et les particuliers, tandis que la plongée de nuit est interdite sauf autorisation. Dans la zone C, d'autres concessions sont faites. 

### Points de plongée
- Secca del Papa : à environ 15 m de profondeur, caractérisée par la grande abondance[4] de barbier commun au milieu de marguerites marines, de gorgones blanches, jaunes, rouges et alcionari. Les mérous bruns sont abondants.
- Tedja lisse : fond marin caractérisé par des rochers recouverts de marguerites marines et d’éponges incrustantes. En profondeur, Eunicella cavolinii est abondant et, parmi les autres mollusques, se trouve un spécimen de Pinna nobilis de presque un mètre.
- Secca di Punta Arresto: de seulement 3 à 36 m, avec un fond sableux riche en Posidonia oceanica et en spirographes.

## Faune
La réserve abrite un contingent riche de herpétofaune comprenant la rainette sarde (hyla sarda), lézards gecko, hemidactylus turcicus, algyroides fitzingeri, podarcis sicula, podarcis Tiliguerta, chalcides Chalcides et chalcides ocellatus, les couleuvres natrix maura et couleuvre verte et jaune et tortues emys orbicularis, testudo hermanni et testudo marginata.

## Lien connexe
- Liste des aires marines protégées en Italie